# Tasik
Tasik (tiếng Armenia: Թասիկ) là một đô thị thuộc tỉnh Syunik, Armenia. Dân số ước tính năm 2011 là 286 người.